# Pero denticulata
Pero denticulata är en fjärilsart som beskrevs av Butler 1881. Pero denticulata ingår i släktet Pero och familjen mätare. Inga underarter finns listade i Catalogue of Life.